# Manuel Diana
Pour les articles homonymes, voir Diana.
Pas d'image ? Cliquez ici

a Compétitions nationales et continentales officielles uniquement.

b Matchs officiels uniquement.
Dernière mise à jour le 7 mai 2023.
Manuel Diana, né le 7 mars 1996 à Montevideo (Uruguay), est un joueur international uruguayen de rugby à XV évoluant au poste de troisième ligne centre. Il évolue avec la franchise de Peñarol en Súper Rugby Américas depuis 2022.

## Carrière

### En club
Manuel Diana commence sa carrière dans sa ville natale de Montevideo, au sein du club amateur du Old Christians Club. Il fait partie des équipes qui remportent le championnat national en 2016, 2017 et 2019.
En 2020, il obtient son premier contrat professionnel lorsqu'il rejoint la franchise canadienne des Arrows de Toronto qui évoluent en Major League Rugby,. Il joue cinq matchs avant que la saison ne soit arrêtée à cause de la pandémie de Covid-19. Il se montre néanmoins à son avantage lors de ce cours laps de temps, terminant meilleur de son équipe en termes de ballons portés et de mètres gagnés ballon en main. En mars 2020, il est annoncé du côté du club anglais des Bristol Bears, mais prolonge finalement son contrat avec les Arrows pour une saison supplémentaire,. Il fait alors une nouvelle saison pleine, jouant treize matchs et inscrivant trois essais.
Après deux saisons au Canada, il décide de retourner en Uruguay, et s'engage avec la franchise de Peñarol Rugby pour la saison 2022 de Súper Liga Americana de Rugby. Toutefois, il se blesse gravement au genou avant même le début de la saison, ce qui l'empêche de disputer le moindre match. En son absence, Peñarol remporte pour la première fois le championnat après une finale gagné face à Selknam. 
Il peut finalement débuter avec Peñarol pour la saison 2023 du championnat, désormais nommé Súper Rugby Américas. Il est alors l'auteur d'une très bonne saison d'un point de vue personnel, inscrivant douze essais lors des huit premières rencontres, et en obtenant plusieurs titres d'homme du match,.

### En équipe nationale
Manuel Diana joue avec l'équipe d'Uruguay des moins de 19 ans en 2015, et remporte le championnat d'Amérique du Sud de cette catégorie.
Toujours en 2015, il représente l'équipe d'Uruguay des moins de 20 ans dans le cadre du Trophée mondial des moins de 20 ans. Son équipe termine troisième de la compétition tandis que, d'un point de vue personnel, il inscrit quatre essais en autant de matchs,. Toujours éligible pour jouer avec les moins de 20 ans l'année suivante, Diana manque toutefois le Trophée 2016 à cause d'une blessure.
En 2016, il dispute l'Americas Pacific Challenge avec l'équipe réserve uruguayenne. 
Il est sélectionné pour la première fois en équipe d'Uruguay en janvier 2017, afin de participer à l'Americas Rugby Championship 2017. Il obtient sa première sélection le 11 février 2017, à l'occasion d'un match contre l'Argentine XV à Bahía Blanca,.
En octobre 2018, il joue avec la sélection panaméricaine nommé « Americas Selects » face aux Glendale Raptors.
En 2019, il est retenu dans la liste de 31 joueurs pour disputer la Coupe du monde au Japon. Il dispute trois matchs lors de la compétition, contre les Fidji, l'Australie et le pays de Galles. Il inscrit un essai face aux Fidji, participant ainsi à la victoire historique de son équipe,. Il marque une seconde fois lors du match contre l'Australie, inscrivant le seul essai de son équipe dans leur large défaite.
En juillet 2021, il remporte avec sa sélection le tour préliminaire des qualifications de la zone Amériques pour la Coupe du monde 2023. Trois mois plus tard, en octobre 2021, il participe à la qualification de son équipe pour le mondial 2023, grâce à une victoire lors d'une double rencontre face aux États-Unis,.

## Palmarès

### En club
- Vainqueur du Championnat d'Uruguay en 2016, 2017 et 2019 avec Old Christians Club.

### En équipe nationale
- Vainqueur du Championnat d'Amérique du Sud en 2017 et 2021.

## Statistiques en équipe nationale
- 36 sélections avec l'Uruguay depuis 2017.
- 35 points (7 essais).

- Participation à la Coupe du monde en 2019 (3 matchs).